# Arnold Peter Møller
Arnold Peter Møller (Dragør, Dinamarca, 2 de octubre de 1876 - Copenhague, Dinamarca, 12 de junio de 1965) fue un magnate danés del transporte marítimo, empresario y fundador del A.P. Moller-Maersk Group. Fue el padre de Mærsk Mc-Kinney Møller.

## Biografía
Arnorld Peter Møller nació el 2 de octubre de 1876 en Dragør, hijo del capitán Peter Mærsk Møller y de Anna Møller. Su madre provenía de una dinastía muy conocida del transporte marítimo en Dragør y su abuelo materno, Hans Jeppesen Davidsen, era conocido como "el rey de Dragør". La familia Møller tuvo que mudarse a Svendborg en Fionia luego de perder una lucha de poder contra las hermanas de Anna y sus esposos. En 1904, A. P. Møller y su padre fundaron la compañía de embarque Dampskibsselskabet Svendborg, para aprovechar las nuevas oportunidades de negocios en transporte marítimo gracias a la introducción de embarcaciones a vapor.
En 1912, A. P. Møller fundó Dampskibsselskabet af 1912 para ser libre de operar su negocio como él deseará. La Primera Guerra Mundial fue un periodo muy lucrativo para el negocio de transporte marítimo y A. P. Møller aprovechó al máximo las oportunidades. Luego de la guerra, su compañía era la cuarta empresa de embarque más grande de Dinamarca. La compañía creció constantemente durante el período de entreguerras y era la más grande en Dinamarca cuando estalló la Segunda Guerra Mundial. Durante la ocupación alemana de Dinamarca (1940-1945), el hijo de A. P. Møllers, Arnold Mærsk Mc-Kinney Møller administró una parte sustancial de la compañía desde Estados Unidos. Sin embargo, la familia perdió bastante dinero, ya que el gobierno estadounidense no pagó una compensación completa por el uso de sus naves durante la guerra.
A. P. Møller también estuvo involucrado en otros negocios además de transporte marítimo. Consiguió un contrato para perforar en busca de petróleo en la parte danesa del Mar del Norte y fundó la cadena de supermercados minoristas Dansk Supermarked Gruppen junto con el mercader Hermann Salling. La cadena es la compañía minorista más grande de Dinamarca en la actualidad.
A. P. Møller estuvo casado con la estadounidense Chastine Estelle Roberta Mc-Kinney, con quien tuvo dos hijos, Arnold y Hans, y dos hijas, Sally y Jane.

## Estado actual de la compañía
Hoy en día, A.P. Moller-Maersk Group es la compañía más grande de Dinamarca y una organización mundial con más de 110.000 empleados y oficinas en más de 125 países, con sus cuarteles mundiales en Copenhague (Dinamarca). Además de poseer una de las compañías más grandes de transporte de carga, el grupo también está envuelto en un amplio rango de actividades tales como energía, construcción de embarcaciones, ventas al por menor e industria de manufactura.
- Datos: Q695944
- Multimedia: Arnold Peter Møller / Q695944